# Meister des Lautenbacher Hochaltars

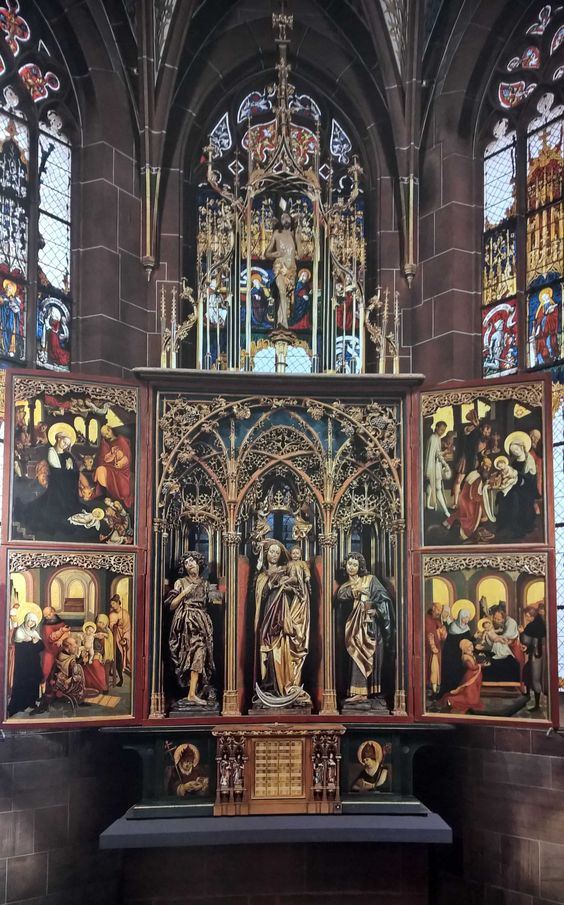
Lautenbach, Hochaltar, Malerei 1506–1511

Als Meister des Lautenbacher Hochaltars (fr. Peintre du maître-autel de Lautenbach (Maler des Hochaltares von Lautenbach)) oder auch Meister der Lautenbacher Altarflügel wird der spätmittelalterliche Maler bezeichnet, der zwischen 1508 und 1511 die Altarflügel zu dem ungefähr zwischen 1480 und 1490 entstandenen dreiteiligen Hochaltar in der Wallfahrtskirche Mariä Krönung in Lautenbach im Renchtal gemalt hat. Wie das umliegende Renchtal war Lautenbach Teil des Straßburger Hochstifts, und der Meister zeigt den Einfluss der straßburgischen Malerei seiner Zeit.
Die Tafelbilder des gotischen Flügelaltars stellen über einer Predella mit einem Tabernakel, der von Darstellungen der Kirchenväter Gregor (links) und Ambrosius (rechts) gerahmt ist, Szenen aus dem Marienleben dar. Sie umrahmen den geschnitzten Altarschrein, in dem eine die von Engeln gekrönte Mondsichelmadonna (Mitte) zwischen Johannes dem Täufer zu ihrer Rechten und Johannes dem Evangelisten zu ihrer Linken steht. Die drei Plastiken sind von reichem Rankenwerk überdacht. In einer herausragenden Integration von Schnitzkunst und Malerei zu einem lückenlosen Ensemble werden die geschnitzten gotischen Architekturelemente des Mittelteils in den Seitenflügeln durch gleichartig gestaltete filigrane Rahmen am oberen Rand der Tafeln aufgegriffen, die auf der Schauseite geschnitzt und auf der Außenseite gemalt sind. Die Tafelbilder zeigen auf der Schauseite des Retabels die Anbetung der Hirten (links oben), die Anbetung der Könige (rechts oben), die Beschneidung Christi (links unten) und die Darbringung im Tempel (rechts unten). In geschlossenem Zustand sieht man die Geburt Mariens (links oben), den Tempelgang Mariens (rechts oben), die Heimsuchung Mariens (links unten) und die Verkündigung an Maria (rechts unten). Darüber steht im filigranen Gesprenge eine Skulptur des auferstandenen Christus, der seine Seitenwunde vorweist und segnend voranschreitet. Komposition und Ikonographie der Lautenbacher Altarflügel besitzen Ähnlichkeit mit dem Lichtenthaler Altar.
Der Lautenbacher Hochaltar zeigt eine hohe Kunstfertigkeit, daher wurde vermutet, es könnte sich um ein Werk aus dem Umkreis von Albrecht Dürer handeln, der sich ab 1490 auf Wanderschaft am Oberrhein, in Basel, Colmar und auch in Straßburg befand.
Dem Meister des Lautenbacher Altars werden auch die zwischen 1510 und 1520 entstandenen Malereien am Schmerzensaltar von Mariä Krönung zugeschrieben. Es wird vorgeschlagen, dem Meister des Lautenbacher Altars einige wenige andere Werke zuzuordnen, darunter beispielsweise ein Bild der Heiligen Dorothea, Apollonia and Agatha.
Auch der Bildschnitzer, der den Mittelteil des Lautenbacher Hochaltars geschaffen hat, wird ebenfalls manchmal als Meister des Lautenbacher Hochaltars bezeichnet.